# Oxyligyrus acutus
Oxyligyrus acutus är en skalbaggsart som beskrevs av S. Endrödi 1966. Oxyligyrus acutus ingår i släktet Oxyligyrus och familjen Dynastidae. Inga underarter finns listade i Catalogue of Life.